# Дълго поле (област Видин)
 За другото българско село вижте Дълго поле (Област Пловдив).  
Дъ̀лго полѐ е село в Северозападна България. То се намира в община Димово, област Видин.

## География
Село Дълго поле се намира на 13 km на югоизток от град Димово и на 5 km от пътя София-Видин.

## История
Около 1630 г. турчин спахия събрал разпръснатите българи около кладенче с хубава вода и основал селото. Училището е открито през 1899 г.
По време на колективизацията в селото е създадено Трудово кооперативно земеделско стопанство „Георги Димитров“ по името на комунистическия диктатор Георги Димитров.

## Население
Преброяване на населението през 2011 г.
Численост и дял на етническите групи според преброяването на населението през 2011 г.:
|                     | Численост | Дял (в %) |
| Общо                | 22        | 100,00    |
| Българи             | 22        | 100,00    |
| Турци               | 0         | 0,00      |
| Цигани              | 0         | 0,00      |
| Други               | 0         | 0,00      |
| Не се самоопределят | 0         | 0,00      |
| Неотговорили        | 0         | 0,00      |

## Икономика
Почвата в този район е предимно чернозем. Отглеждат се много земеделски култури.

## Културни и природни забележителности
Селото е заобиколено от трите си страни с реки, има много изворна вода.

## Редовни събития
Всяка година на 24 май е събора на селото. Тогава във всяка една къща се пече агне или яре. Пие се известното в този район вино от сорта грозде „отел“.

## Личности
В селото е роден известният лекоатлет на 110 m с препятствия Йордан Живков.